# Magic Kingdom
Magic Kingdom – amerykański park tematyczny stanowiący część Walt Disney World Resort, położony w miejscowości Orlando, w stanie Floryda. Został otwarty w 1971 roku. Park powstał z inicjatywy Walta Disneya, a zaprojektowała go firma WED Enterprises. Układ parku i jego atrakcje zostały wzorowane na Disneyland Resort w Anaheim i są poświęcone produkcjom i postaciom Disneya.
W 2023 roku park odwiedziło 17,72 miliona gości, co czyni go najczęściej odwiedzanym parkiem rozrywki na świecie po raz siedemnasty z rzędu oraz najczęściej odwiedzanym parkiem rozrywki w Ameryce Północnej od co najmniej dwudziestu trzech lat. Park stał się kamieniem milowym i symbolem współczesnej amerykańskiej kultury popularnej.

## Historia
W 1959 roku wytwórnia filmowa Walt Disney Productions rozpoczęła poszukiwania terenu pod budowę drugiego ośrodka, który miałby uzupełnić jej Disneyland w Anaheim w Kalifornii, otwarty w 1955 roku. Przeprowadzone wówczas badania rynku wykazały, że tylko 5% odwiedzających Disneyland pochodziło ze wschodniej części rzeki Missisipi, gdzie mieszkało 75% ludności Stanów Zjednoczonych. Ponadto współzałożyciel i przewodniczący wytwórni, Walt Disney, nie przepadał za przedsiębiorstwami, które powstały wokół Disneylandu, i chciał mieć większą kontrolę nad większym obszarem ziemi w ramach kolejnego projektu.
Disney był bardzo zaangażowany w planowanie kompleksu i w 1963 roku osobiście przyjechał na Florydę, aby dokonać rozeznania w terenie. Odbył lot nad potencjalną lokalizacją w Orlando na Florydzie – jedną z wielu. Po obejrzeniu dobrze rozwiniętej sieci dróg i uwzględnieniu planowanej budowy autostrady międzystanowej nr 4 i autostrady Florida Turnpike z bazą sił powietrznych na wschodzie, Disney wybrał centralnie położoną lokalizację w pobliżu Bay Lake. Po zatwierdzeniu wszystkich umów i urzędniczych pozwoleń w listopadzie 1965, Disney i gubernator Florydy, Haydon Burns, ogłosili publicznie powstanie kompleksu Disney World.
Pierwszą fazę Disney World zaprojektowano na wzór kalifornijskiego Disneylandu, ale różniącą się od niego większą powierzchnią. Wygląd florydzkiego Disneylandu też uległ niewielkim zmianom. Powodem wprowadzenia zmian było to, że Walt Disney podczas jednej z wizyt w Disneylandzie zobaczył kowboja ze strefy tematycznej Frontierland spacerującego po strefie Tomorrowland i chciał zapobiec podobnym spotkaniom niszczącym iluzję w florydzkim odpowiedniku. Aby to umożliwić, zbudowano tunele zwane „Utilidors”. Dzięki tunelom pracownicy mogą teraz poruszać się po parku i wychodzić z niego niezauważeni. Ze względu na wysoki poziom wód gruntowych na Florydzie, tunele te nie zostały zbudowane pod ziemią, lecz na lądzie. Obszar wokół niego wypełniony był gruzem pochodzącym z prac ziemnych przy budowie Seven Seas Lagoon. Podczas późniejszych rozszerzeń parku nie wybudowano żadnych nowych tuneli. Koncepcję tych tuneli wykorzystano później we wszystkich wybudowanych parkach rozrywki kompleksu.
Na początku 1966 roku prace zostały wstrzymane wraz z nagłym pogorszeniem się zdrowia Disneya, który nie mógł już nadzorować prac w obu parkach rozrywki. Disney zmarł 15 grudnia 1966 roku na skutek zapaści krążeniowej spowodowanej rakiem płuc. Po śmierci Walta projekt przejął jego brat i prezes Walt Disney Productions, Roy Disney. Budowa florydzkiego Disneylandu rozpoczęła się w 1967 roku. Magic Kingdom było często używanym nieoficjalnym przydomkiem drugiego Disneylandu. Dla odróżnienia oficjalnym sloganem Disneylandu jest „Najszczęśliwsze miejsce na Ziemi”, a sloganem Magic Kingdom jest „Najbardziej magiczne miejsce na Ziemi”.
1 października 1971 roku park otwarto równocześnie z dwoma hotelami: Disney's Contemporary Resort i Disney's Polynesian Resort. Był to pierwszy etap budowy Disney World, przemianowanego przez Roya Disneya na Walt Disney World na cześć swojego zmarłego brata. W momencie otwarcia park rozrywki dysponował 23 atrakcjami, w tym trzema unikatowymi i dwudziestoma kopiami z Disneylandu. Walt Disney Productions obiecała ciągłe zwiększanie liczby atrakcji.
Aż do początku lat 90. XX wieku florydzki Disneyland oficjalnie znany był jako Walt Disney World Magic Kingdom, a jego nazwa nigdy nie pojawiała się w druku bez członu Walt Disney World. W 1994 roku, aby odróżnić go od pierwszego Disneylandu, park oficjalnie przemianowano na Magic Kingdom.
Jedynym terenem dodanym do pierwotnej listy stref tematycznych w parku była strefa Mickey's Toontown Fair. Otwarto ją 1988 roku pod nazwą Mickey's Birthdayland, by uczcić 60. urodziny Myszki Miki. Później teren przekształcono w Mickey's Starland, a ostatecznie w Mickey's Toontown Fair. Strefę tematyczną zamknięto 12 lutego 2011 roku, aby umożliwić rozbudowę strefy Fantasyland. Stacja kolejowa Walt Disney World Railroad w Mickey's Toontown Fair, którą otwarto w 1988 roku wraz z całą strefą, została zamknięta na czas trwania prac budowlanych. W 2012 roku przestrzeń, w której mieściło się Mickey's Toontown Fair, została ponownie otwarta jako część Fantasyland, w podsekcji zwanej Storybook Circus, gdzie przeniesiono zmodernizowaną atrakcję Dumbo the Flying Elephant. Barnstormer został zachowany i zmieniono jego motyw na The Great Goofini.
W Magic Kingdom od momentu jego otwarcia obowiązywał zakaz spożywania napojów alkoholowych, lecz zasady te stopniowo ulegały zmianie. W 2012 roku po raz pierwszy otwarto restaurację Be Our Guest, w której można napić się wina i piwa. Było to jedyne miejsce w parku, w którym alkohol był dozwolony do grudnia 2014 roku, kiedy to cztery dodatkowe restauracje zaczęły sprzedawać piwo i wino, w tym Cinderella's Royal Table, Liberty Tree Tavern, Tony's Town Square Restaurant i Jungle Navigation Co. Ltd. Skipper Canteen. Ostatecznie w 2018 roku park oficjalnie stał się drugim parkiem, w którym alkohol serwowano we wszystkich restauracjach z obsługą kelnerską, po Disneyland Park w Marne-la-Vallée w 1993 roku.

## Strefy tematyczne
Park podzielony jest na 6 stref tematycznych.
| Nazwa               | Tematyka                                               | Główne atrakcje                                                                                          |
| ------------------- | ------------------------------------------------------ | --- |
| Main Street, U.S.A. | Stany Zjednoczone z początku XX wieku                  | Walt Disney World Railroad                                                                               |
| Adventureland       | Egzotyczne krainy                                      | The Magic Carpets of Aladdin, Pirates of the Caribbean, Jungle Cruise, Walt Disney's Enchanted Tiki Room |
| Frontierland        | Dziki Zachód                                           | Big Thunder Mountain Railroad, Tiana's Bayou Adventure, Country Bear Musical Jamboree                    |
| Liberty Square      | Trzynaście kolonii                                     | The Haunted Mansion, The Hall of Presidents, Liberty Belle Riverboat                                     |
| Fantasyland         | Filmy animowane Disneya oparte na klasycznych baśniach | The Barnstormer, Seven Dwarfs Mine Train                                                                 |
| Tomorrowland        | Miasto przyszłości                                     | Space Mountain, Astro Orbiter, PeopleMover                                                               |